# José Picó
José Picó Antó (né à Barcelone le 16 octobre 1928 et décédé le 20 août 2018 à Eaubonne) est un peintre et dessinateur ayant passé l'essentiel de sa vie en France.

## Biographie
José Picó est le fils de Rosa Antó Carré et de Felipe Picó Puch, lui-même peintre. Il se forme dans un atelier artistique, voulant perfectionner son art, il décide de postuler aux Beaux-Arts de Barcelone, il y sera reçu en 1942. Six ans plus tard, en 1947, il intègre l'académie libre « Capula del licero » alors basée dans la coupole du théâtre Coliseum de Barcelone. Durant cette période, il se lie d'amitié avec Antoni Tàpies, Antonio Guansé ou encore avec Josep Guinovart.
En 1957, José Picó s'installe définitivement à Paris où il commence à exposer ses œuvres en France et à s’intéresser à la gravure. Il y travaille comme dessinateur pour une importante agence de publicité.
Il se marie en 1959 avec Léonor Moix originaire de Calaceite, Aragon, Espagne où il vivra quelques années après la mort de celle-ci. Il peignit de nombreux tableaux de ce village.

## Expositions
Il réalise de nombreuses expositions en Espagne et en France.
- Entre 1950 et 1955 en Espagne (à Barcelone et Madrid essentiellement)
- Entre 1960 et 2000 en France, dans la région parisienne (à la Commanderie de la Villedieu-Élancourt, à Clichy, pour Regarde-Parole et Apasc...)
- Entre 2000 et 2010 en Espagne (au palais des Congrès "Principe Felipe"/ Oviedo/ Asturies; au musée Juan Cabré/ Calaceite/ Aragon;au musée Arts y Mets/ Aragon...)[2],[3],[4]

## Centre d’intérêt
José Picó apprit le violon aux côtés de Joan Massià, mais également le piano et la guitare. Il fut également très proche de Gabriel Fleta, fils de Ignacio Fleta et grand luthier espagnol. Il était par ailleurs passionné de photographie et a remporté de nombreux prix.